# Vernunftrecht
Vernunftrecht ist Recht, dessen Begründung aus der bloßen Vernunft hergeleitet wird. Im Rahmen der Frühaufklärung gewann das Vernunftrecht im 17. und 18. Jahrhundert unmittelbaren Einfluss auf die Rechtswissenschaft, Gesetzgebung und Rechtspflege. Es kann als säkularisierte Variante des wesentlich umfassenderen Naturrechts verstanden werden, das die Gesellschaft und Kultur der meisten Völker Europas prägte.
Das Vernunftrecht entstammte nicht der etablierten Fachjurisprudenz als Wortführer moralischer und sozialer Forderungen, die Initiative ging vielmehr auf Vertreter der Sozialphilosophie zurück. Mit den Forderungen der Sozialphilosophie war der Anspruch verknüpft, selbst Rechtstheorie zu sein. Sie rangen mit der mächtigen Moraltheologie um die Legitimationshoheit, der positiven Jurisprudenz den Weg weisen zu dürfen. Letztlich emanzipierten sich die Sozialphilosophen von der Moraltheorie und eröffneten für eine Zeit lang ein eigenes Zeitalter.
Aufgrund zahlreicher vorangegangener Diskussionen und Proaktionen ging man davon aus, dass Vernunftrecht späteren Kodifikationen irgendwann den Weg weisen würde. Letztlich entstanden daraus drei bedeutende Gesetzeswerke, die als „die naturrechtlichen Kodifikationen“ in die Rechtgeschichte eingingen; Preußens umfassendes Allgemeines Landrecht von 1793, die napoleonische Gesetzgebung der Cinq codes, vornehmlich des Code civil von 1804, und das Allgemeine Bürgerliche Gesetzbuch Österreichs von 1812. Nach der disruptiven französischen Revolution führten die anstehenden Rechtsreformen zu einer systematischen und umfassenden Neuordnung des gesellschaftlichen Zusammenlebens in Frankreich, zumal die Bewegung der Aufklärung bereits zu der politischen Überzeugung geführt hatte, dass „vernunftgemäßes“ sittliches Handeln eines Regierungsapparates die Gesellschaft – im Rahmen eines nationalen Gemeinwillens – verbessern würde.

## Begriff
Ausgangspunkt war, dass der vernunftbegabte Mensch die gesellschaftlichen Notwendigkeiten durch vernünftige Überlegungen einsehen könne, um dieser Einsicht gemäß zu handeln. Recht entstamme dieser vernünftigen Einsicht, also aus dem Rechtsträger selbst. Der vernunftbegabte Mensch habe die Möglichkeit, durch gründliches Nachdenken und Bewerten Recht zu erkennen. Als „richtig“ empfundenes Recht leitet es sich aus den vernünftigen sozialen Normen des menschlichen Zusammenlebens ab, das positives Recht bedingt, welches den Inhalt der Übereinkünfte, der Gesetze wiedergibt.
Die Idee eines Vernunftrechts entstand vor dem geschichtlichen Hintergrund der Konfessionskriege und wurde ideengeschichtliches Bestandteil der  Entwicklungen während der Aufklärung. Insofern kann Vernunftrecht als „Rechtstheorie der Aufklärung“ begriffen werden. Das Rechtsverständnis war ein geschlossenes und streng rational. Es strebte übergeordnet nach Zeitlosigkeit, unterlag sachlich der Natur der menschlicher Vernunftbegabung. Darin spiegeln sich naturrechtliche Elemente, abgrenzbar zu den christlich orientierten Rechtstheorien. Sein kritischer Leitfaden ist das politisch gesetzte Recht, denn die Vereinbarkeit des Willens des Souveräns kann mittels Vernunft überprüft werden. Insbesondere mit Christian Thomasius richtete sich die Kritik des Vernunftrechts gegen die vorbehaltlose Rezeption des römischen Rechts.
Als Wegbereiter des Vernunftrechts galten Johannes Althusius, Johann Oldendorp und Hugo Grotius. Insbesondere bei Grotius wird deutlich, dass er die modernen Grundsteine des zugrunde liegenden Naturrechts legte. Im Unterschied zu den Vernunftrechtlern abstrahierte er noch keine Axiome und Grundsätze, sondern berief sich auf die Zeugnisse allseitigen überkommenen Rechts, was bedeutete romanistische, theologische und humanistische Vermächtnismassen zusammenzuführen. Diese bestanden aus (kompiliertem) römischen Recht, altkirchlichen moraltheologischen Traditionen, erweitert um sein spätscholastisch-erasmisches Denken, das er in die Jurisprudenz einführte. Daraus entwickelte sich bereits ein naturrechtliches Rechtsbewusstsein mit dem Anspruch der Humanität und um ein suprakonfessionelles und supranationales Völkerrecht.
Frühe Vertreter des Vernunftrechts waren in Deutschland etwa Samuel Pufendorf, Christian Thomasius und Christian Wolff, in Österreich Karl Anton von Martini und Franz von Zeiller. Maßgeblichen Einfluss auf das Vernunftrecht übte Immanuel Kants Schrift Metaphysische Anfangsgründe der Rechtslehre aus. Der vernünftige Wille wird bei Kant zur Grundlage des richtigen Handelns. Jedem Menschen steht kraft seiner Menschheit das Recht auf (prinzipiell unbeschränkte) Freiheit zu, was insbesondere auch bei Johann Gottlieb Fichte betont wird. Freilich kommt es in einer Gesellschaft zu Konflikten zwischen der Freiheit des Einzelnen und der Freiheit anderer. Zur Auflösung solcher Konflikte und um die Freiheit aller zu gewährleisten, dient das Recht dazu, „die Willkür des einen mit der Willkür des anderen nach einem allgemeinen Gesetz der Freiheit in Einklang zu bringen“.
Das nachkantische Vernunftrecht minimierte den Bezug auf subjektive Willensmerkmale. Es abstrahierte Recht insoweit, als für legitimes Recht gehalten wurde, was in seinen formalen Erscheinungsmerkmalen die dahinterstehende Vernunft eines Systems normativer Anforderungen ausdrückte. Dieser moralische Realismus eröffnet dem positiven Recht gleichwohl viele Spielräume. Maßstab zur Entscheidung, was Recht sei, ist demnach das Urteil eines unbeteiligten, neutralen Beobachters, der zur Bewertung einer Aussage einen unparteiischen Standpunkt einnimmt und deshalb von subjektiven Interessen absieht. In diese Tradition reihen sich Jürgen Habermas oder auch der frühe John Rawls ein. Im kritischen Kontext wird bisweilen gegen das Vernunftrecht argumentiert, dass es für „interkulturell unsensiblen Vernunftpaternalismus“ stünde.
Die Lehre vom Vernunftrecht steht dem Rechtspositivismus gegenüber. Der setzt für die Entstehung, Durchsetzung und Wirksamkeit von Rechtsnormen allein voraus, dass diese durch das Volk beziehungsweise durch den Staat positiv gesetzt wurden. Aus diesem Grund bedarf das Recht dann keiner überpositiven (ethischen) Begründung mehr.
Moderne Vertreter des Vernunftrechts sind unter anderem Ronald Dworkin und Robert Alexy.
Parallel zum Vernunftrecht entwickelte sich im 17. und 18. Jahrhundert der auf das Corpus iuris civilis reflektierende usus modernus pandectarum.

## Kodifikation des Rechts
Ein wesentlicher Aspekt des vernunftrechtlichen Denkens ist das Ziel, die Rechtsordnung in große Kodifikationen zusammenzufassen, mithin in einem möglichst geschlossenen und vollständigen System zu sammeln. Erste große Bedeutung erlangte das preußische Allgemeine Landrecht, eine Rechtsordnung die für sich beanspruchte, systematisch erfasstes und umfassend wiedergegebenes Recht darzulegen.
Die wichtigsten, heute noch geltenden vernunftrechtlich geprägten Zivilrechtskodifikationen sind der französische Code civil (1804) und das österreichische Allgemeine Bürgerliche Gesetzbuch (ABGB) von 1811. § 16 ABGB fasst die Basis des Vernunftrechts prägnant zusammen:

„Jeder Mensch hat angeborene, schon durch die Vernunft einleuchtende Rechte, und ist daher als eine Person zu betrachten. Sklaverei oder Leibeigenschaft, und die Ausübung einer darauf sich beziehenden Macht, wird in diesen Ländern nicht gestattet.“

Siehe zu den angeborenen Rechten auch die Menschenrechte.
Weitere große vernunftrechtlich geprägte Kodifikationen waren in Bayern der Codex Maximilianeus Bavaricus Civilis von 1756 sowie in Preußen das zuvor erwähnte Allgemeine Landrecht von 1794.